# Drottningsylt

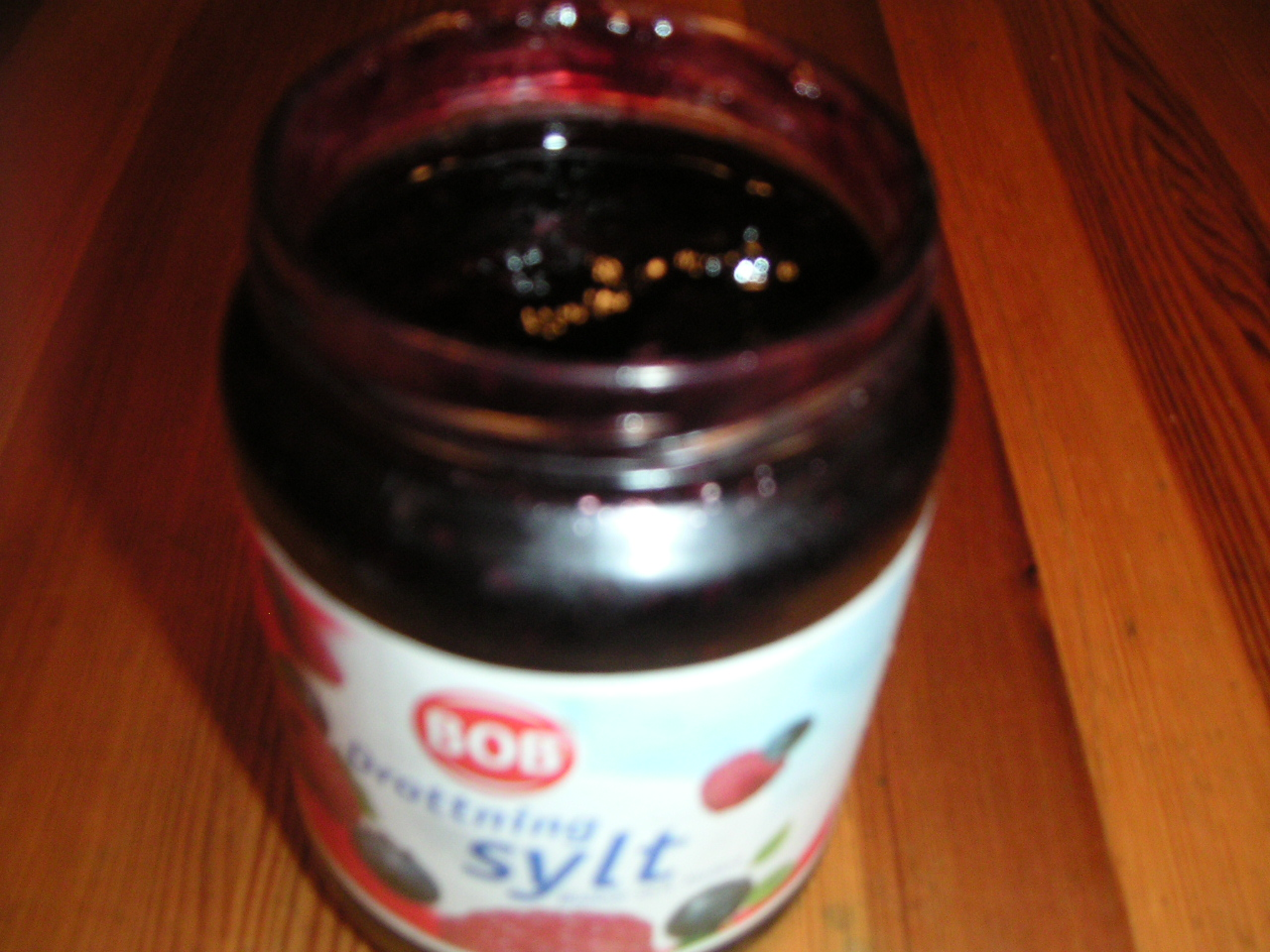
Drottningsylt av märket BOB.

Drottningsylt är en sylt som görs på hälften blåbär och hälften hallon. Ordet drottningsylt är belagt så tidigt som 1903 i Hemmets kokbok. Utg. af fackskolan för huslig ekonomi i Upsala.